# 몬스터 아가씨의 의사 선생님
몬스터 아가씨의 의사 선생님(モンスター娘のお医者さん)는 오리구치 요시노가 원작한 일본의 라이트 노벨 소설 작품이다. 대시 엑스 문고(슈에이샤)에서 2017년 5월부터 간행 중.

## 줄거리
일찍이 비브르 산맥을 경계로 해 100년에 걸쳐 인간과 마족이 전쟁을 벌였던 세계. 그런 유감이 남는 세계에서 인간과 마족이 공존할 수 있는 마을 린드 브룸. 그 마을에서 마족 전문 의사로 활약하는 인간족 글렌은 조수인 라미아족 서펜와 함께 진료소를 운영한다.